# Río Yaque del Norte
El Yaque del Norte es un curso fluvial ubicado en la República Dominicana. Se trata del río más largo de entre los que discurren íntegramente por el país y del segundo de toda La Española; correspondiéndole el primer lugar al río Artibonito.
El decreto n.º 172-95 del 27 de julio de 1995 signado por el presidente Joaquín Balaguer declaró el 25 de julio como «Día del Río Yaque del Norte».

## Cuenca
Esta cuenca nace en la cordillera Central, a una altitud de 2580 m s. n. m. en la Loma la Rusilla y desagua en la bahía de Montecristi, en el océano Atlántico, cerca de la ciudad San Fernando de Montecristi, al extremo noroccidental del país.
La cuenca del río Yaque del Norte es la más grande de las cuencas hidrográficas dominicanas y la segunda de la isla en su conjunto.
Tiene una superficie de unos 7.053 km² y su caudal medio oscila en los 80 m³/s haciendo un recorrido de 296 km. Baña un gran porcentaje del territorio del Cibao Occidental y Cibao Central, entre las que se pueden mencionar las ciudades de Jarabacoa, Santiago de los Caballeros, Mao, entre otras.
Sus aguas se utilizan para alimentar los canales de riegos que contribuyen con el desarrollo de la agricultura de la línea noroeste, y sobre ella se han construido importantes acueductos y presas que se emplean para la producción de energía hidroeléctrica, gracias a la construcción de la represa de Tavera.
En los últimos años se ha desarrollado en las cercanías de Jarabacoa la práctica del balsismo potenciado por las turbulencias de las aguas de este río en su descenso hacia el mar.

## Afluentes principales
Los afluentes principales que forman parte a esta cuenca son: 
- Río Amina
- Río Bao
- Río Jagua
- Río Guayubín
- Río Inoa
- Río Jimenoa
- Río Jánico
- Río Maguaca
- Río Mao
- Río Maguá
- Río los cocos
- Río Guanajuma
- Río Pananao
- Río Jicomé
- Río gurabo

## Presa de Tavera
En esta presa se utilizan las aguas del río Yaque del Norte, en la provincia de Santiago. Estas aguas se suministran para el consumo humano y para energía hidroeléctrica de casi todo el Cibao Central, e irriga una buena parte de sus tierras. 
A esto también se le suma el contraembalse de López-Angostura.

LA PRESA DE MONCION.
Esta presa está en los ríos Mao y Maguá, limitando las provincias de Santiago y Santiago Rodríguez,      en los municipios de San José de las Matas y Monción. Estas aguas se suministran para el consumo humano y para energía hidroeléctrica de casi todo el noroeste, e irriga una buena parte de sus tierras: valverde, montecristi, santiago Rodríguez y dajabón, y navarrete en la provincia de santiago
Presa de Monción
Ficha técnica:
```
Tipo de presa: tierra.
Altura de la presa: 123 m
Río: Mao.
Elevación corona de la presa: 292 
m s. n. m.
]
Longitud corona de la presa: 320 m
Elevación cresta del vertedor: 280 
m s. n. m.

Tipo de vertedor: superficie libre sin compuertas.
Nivel Máximo de operación: 280 
m s. n. m.

Nivel mínimo de operación: 223 
m s. n. m.

Capacidad de almacenamiento total: 360 millones de m³
Área de embalse: 1.250 ha
Área de cuenca hidrográfica: 622 km²
Capacidad instalada: 49,3 mW
Riego junto al contraembalse : 19.332 ha
Aporte al sistema energético: 140 GWh/año.
Año de construcción : 2001.
```

Aunque según los reportes[¿cuál?] la presa de Monción pertenezca a la provincia Santiago Rodríguez la mayor parte de la presa se encuentra en los límites de la provincia de Santiago.

## Canal de riego Ulises Francisco Espaillat
Este canal de riego parte desde la ciudad de Santiago y atraviesa casi toda la línea Noroeste. Este canal es la salvación de los agricultores de esta región, pues les permite el desarrollo de la agricultura, mediante ramificaciones de canales menores, a lo largo y ancho de las provincias Valverde y Montecristi.